# Перикоронит
Перикоронит (перикоронарит) — это воспаление мягких тканей десны, окружающих прорезающийся или прорезавшийся зуб, который вызван скоплением микроорганизмов и остатками пищи под вскрытым оперкулумом или механической травмой (например, прикусыванием противоположным зубом). У взрослых перикоронит часто встречается при прорезывании зубов мудрости, когда зуб остаётся частично непрорезавшимся. Также причиной данного воспаления могут являться застревание остатков пищи в пространстве между зубом и дёснами, пульпит, спровоцированный кариесом, а также миофасциальный болевой синдром в области височно-нижнечелюстного сустава.

## Классификация
Под термином «перикоронит» понимают широкий спектр состояний различных степеней тяжести. При этом стратегия лечения может существенно различаться в зависимости от степени воспаления в соседних тканях, а также от наличия или отсутствия сопутствующего инфекционного заражения. Чаще всего в медицинской практике встречаются острый перикоронит нижних третьих моляров (зубы мудрости). Кроме того, у детей раннего возраста перикоронит часто возникает непосредственно перед прорезыванием молочных зубов, что обычно сопровождается повышением температуры тела, беспокойством ребёнка от болевых ощущений и прочими характерными симптомами.
В Международной классификации болезней для перикоронита перечислены острая и хроническая формы.

### Острая форма
Острый перикоронит (то есть внезапное начало и кратковременные, но значимые симптомы) определяется как «различная степень воспалительного поражения перикоронарного лоскута и прилегающих структур, а также системные осложнения». Системные осложнения относятся к признакам и симптомам, возникающим за пределами рта. Такими являются, например, лихорадка, общее недомогание, а также увеличение лимфатических узлов на шее. Иногда может происходить сопутствующий перикоронарный абсцесс (скопление гноя). Инфекция может распространяться на орбиты глаз и другие части лица или шеи, а иногда может привести к нарушению проходимости верхних дыхательных путей. Все перечисленные осложнения и состояния требуют экстренного стационарного лечения.

### Хроническая форма
Перикоронит также может быть хроническим (или рецидивирующим). При данном состоянии периодически возникают симптомы острого перикоронита. Хронический перикоронит часто имеет невыраженные симптомы, а иногда они могут и отсутствовать. Тем не менее некоторые его характерные признаки могут быть видны при осмотре рта.

## Признаки и симптомы
Признаки и симптомы перикоронита зависят от степени тяжести и включают в себя следующие признаки:
- Боль, которая усиливается по мере развития состояния[2]. Боль может быть пульсирующей и распространяться на ухо, горло, височно-нижнечелюстной сустав, заднюю поднижнечелюстную область и дно полости рта[2]. Также может присутствовать боль при жевании.
- Болезненность, эритема (покраснение) и отёк тканей вокруг поражённого зуба. Место воспаления обычно очень болезненно при надавливании[2].
- Неприятный запах изо рта в результате разложения бактериями белков из остатков застрявшей пищи[3].
- Неприятный кислый привкус во рту из-за экссудации гноя в полость рта[4].
- Формирование гноя, который можно увидеть из-под оперкулума (перикорональный абсцесс), особенно при надавливании на него[2].
- Признаки травматизации оперкулума, такие как углубления бугорков от воздействия верхних зубов или изъязвления[3]. В тяжёлых случаях мягкие ткани вокруг коронки поражённого зуба могут выглядеть так же, как язвенно-некротический гингивит[5].
- Тризм (затруднение при открывании рта) в результате воспаления/инфекции жевательных мышц[5].
- Дисфагия (затруднённое глотание).
- Шейный лимфаденит (воспаление и увеличение лимфатических узлов на шее), особенно подчелюстных узлов[2].
- Отёк лица и покраснение щёк, расположенных над углом челюсти[2][3].
- Лихорадка.
- Лейкоцитоз (увеличение количества лейкоцитов в крови)[5].
- Недомогание[5].
- Потеря аппетита.

## Причины
Перикоронит возникает из-за того, что остатки оперкулума (мягкая ткань десны, непосредственно покрывающая частично прорезавшийся зуб) создают «зону застоя зубного налёта», в которой могут накапливаться остатки пищи и микроорганизмы. Это приводит к воспалительной реакции в прилегающих мягких тканях.
Иногда перикоронарная инфекция может распространяться в соседние ткани, включая подъязычное пространство, подчелюстное пространство, парафарингеальное пространство, крылонижнечелюстное пространство, подвисочное пространство и другие ткани в области шеи или лица, что может приводить к отёчности лица и даже к нарушению проходимости дыхательных путей.

### Микроорганизмы
Недостаточная гигиена полости под остатками оперкулума приводит к застою плёнок бактерий и других микроорганизмов. Это может быть результатом ограниченного доступа из-за ограниченного пространства в случае неполного прорезывания зубов мудрости. Перикоронарная инфекция обычно вызывается разными видами бактерий, большинство из которых естественным образом присутствуют во рту, такие как стрептококки, а также различные виды анаэробных микроорганизмов. Это может привести к образованию абсцесса. При отсутствии лечения абсцесс может спонтанно распространяться в ротовую полость из-под оперкулума. При хроническом перикороните распространение инфекции может происходить через образовавшийся свищевой ход.
При хроническом перикороните воспалённые мягкие ткани вокруг зуба практически не обнаруживаются, однако воспаление может быстро возобновиться, если иммунная система пациента по каким-либо причинам ослабла и не может контролировать хроническую инфекцию (например, во время гриппа и других инфекциях верхних дыхательных путей, а также в период стресса).

### Прорезывание зуба
Если зуб прорезывается, то это может инициировать или усугубить перикоронит. Чрезмерное прорезывание противоположного зуба в незанятое пространство, оставшееся после остановки прорезывания зуба, также является фактором риска травмы при жевании. Зубы, которые не прорезываются полностью (обычно нижние третьи моляры нижней челюсти), часто являются результатом ограниченного пространства для прорезывания или неидеального угла прорезывания зубов, вызывающего ретенцию зубов. Наличие сверхкомплектных зубов (лишние зубы) делает перикоронит более вероятным.

## Профилактика
Если зуб не прорезывается полностью, полное излечение включает в себя либо улучшение гигиены полости рта, либо удаление больного зуба или оперкулума. Последние варианты хирургического лечения обычно проводят в случае ретенированных зубов, для которых отсутствует возможность дальнейшего прорезывания, несмотря на выполнение рекомендаций по гигиене полости рта.

#### Гигиена полости рта
В некоторых случаях удаление зуба или оперкулума не требуется при строгом соблюдении тщательной гигиены полости рта, предотвращающей накопление зубного налёта в этой области. Доступны различные специальные методы гигиены полости рта для очистки труднодоступных участков, которые включают в себя зубные щётки с маленькой головкой, межзубные ёршики, электронные ирригаторы и зубную нить.

#### Упреждающая оперкулэктомия
При данной хирургической процедуре удаляются мягкие ткани, покрывающие и окружающие зуб. При данной операции вместо оперкулума образуется область, которую легко содержать в чистоте, предотвращая таким образом накопление зубного налёта и появление воспаления. Обычно упреждающая оперкулэктомия выполняется с помощью хирургического скальпеля, электрокоагуляции, лазеров или с применением едких веществ (например, трихлоруксусной кислоты).

#### Удаление зуба
В данном случае профилактика перикоронита достигается путём удаления ретенированных третьих моляров до того, как они начнут прорезываться в полость рта. В настоящее время нет единого мнения в отношении необходимости и сроков удаления бессимптомных ретинированных зубов мудрости без признаков заболевания. Сторонники профилактического удаления ссылаются на возрастающие риски для здоровья с течением времени, а также на высокую вероятность того, что зубы мудрости в конечном итоге будут разрушаться или спровоцируют заболевания дёсен и высокие затраты на мониторинг оставшихся зубов мудрости. Сторонники сохранения зубов мудрости ссылаются на риски и стоимость необязательных операций, а также на существующую возможность контролировать положение зубов с помощью клинического осмотра и рентгенограмм.
Удаление зубов, изначально поражённых перикоронитом, сопряжено с более высоким риском распространения инфекции и болезненного осложнения, что может привести к задержке заживления.

## Лечение
Поскольку перикоронит является результатом воспаления перикоронарных тканей, снятие симптомов может включать в себя применение обезболивающих гелей для полости рта, содержащих лидокаин или другие обезболивающие средства. Полное излечение может быть достигнуто только путём устранения источника воспаления. Это достигается либо за счёт улучшения гигиены полости рта, либо за счёт удаления зон скопления зубного налёта путём удаления зуба или рассечения десны, что может быть выполнено с помощью хирургических диодных лазеров. Однако чаще всего симптомы острого перикоронита необходимо купировать ещё до устранения основной причины, вызвавшей его.

### Острый перикоронит
В данном случае рекомендуется неотложное лечение, поскольку хирургическое вмешательство устраняет распространение инфекции и боли с последующим более быстрым восстановлением тканей. Кроме того, такое лечение позволяет избежать чрезмерного использования антибиотиков, предотвращая таким образом устойчивость к ним микроорганизмов.
Тем не менее, хирургическую операцию иногда приходится откладывать и сначала купировать симптомы с помощью обезболивания и антибиотиков. Это происходит по следующим причинам:
- Требуется снижение рисков инфицирования прилегающих тканей с замедленным заживлением (например, в случае сопутствующих остеомиелита или флегмоны в прилежащих тканях);
- Болезнетворная микрофлора создаёт кислую среду в месте воспаления, что снижает эффективность анестетиков, используемых при хирургических операциях;
- Требуется устранение ограниченного открывания полости рта, вызванного перикоронитом;
- Требуется купирование сильных болевых синдромов у пациента;
- По каким-либо иным причинам требуется отложить хирургическое вмешательство.

Область под оперкулумом осторожно промывают для удаления зубного налёта, остатков пищи и воспалительного экссудата. Часто для этого используют тёплый физраствор, раствор перекиси водорода, раствор хлоргексидина и других антисептиков. Промывание можно проводить в сочетании с удалением зубного налёта, зубного камня и остатков пищи. Промывания может быть достаточно для облегчения любого ассоциированного перикоронарного абсцесса; в противном случае требуется сделать небольшое иссечение воспалённой области, чтобы обеспечить дренирование. Стачивание противоположного зуба, травмирующего оперкулум, также может облегчить лечение.
Уход на дому включает в себя регулярное полоскание полости рта растворами антисептиков и соблюдение тщательной гигиены полости рта.
После проведённого хирургического лечения при наличии системных признаков и симптомов, таких как отёк лица или шеи, шейный лимфаденит, лихорадка или недомогание, часто назначают курс антибиотиков. Обычно используются антибиотики из группы бета-лактамных антибиотиков, а также клиндамицин и метронидазол.
Если кроме того присутствуют затруднённое глотание или дыхание, то это обычно является признаком наличия тяжёлой инфекции, и в этом случае необходима экстренная госпитализация.

## Прогноз
Как только область возможного скопления зубного налёта и остатков пищи будет устранена дальнейшим полным прорезыванием зуба или удалением зуба, перикоронит, скорее всего, вновь не появится. Неретенированный зуб может продолжать прорезаться, достигая положения, при котором оперкулум исчезнет. При этом лёгкое воспаление часто продолжается до полного завершения прорезывания этого зуба. При возможности применения улучшенных методов гигиены полости рта перикоронит может никогда не вернуться. Однако если пациент полагается лишь только на гигиену полости рта при ретенированных и незначительно прорезавшихся зубах, то перикоронит может перейти в хроническую форму с изредка возникающими обострениями.
Перикоронарный абсцесс может перейти в сепсис и стать опасными для жизни, особенно для лиц с сопутствующей нейтропенией. Даже у людей с нормальным иммунитетом перикоронит может вызвать распространение инфекции в области головы и шеи. В редких случаях распространение инфекции из-за перикоронита может вызвать сдавливание дыхательных путей, что требует стационарного лечения, хотя в большинстве случаев перикоронит локализуется в прилегающих к зубу тканях. Другие потенциальные осложнения распространяющегося перикоронарного абсцесса включают образование перитонзиллярного абсцесса или флегмоны.